# 押領使
押領使（おうりょうし）とは、日本の律令制下の令外官の一つ。警察・軍事的官職。

## 概要
延暦14年（795年）、防人の移動に携わっていた任務が文献に初めて登場している。このときの職務は兵を率いたのみで、実際の戦闘には服役していないが、やがて押領使の職務内容は、移動させる兵の戦闘等の指揮官へと変化していく。
押領使は、基本的には国司や郡司の中でも武芸に長けた者が兼任し、主として現代でいう地方警察のような一国内の治安の維持にあたった。中には、一国に限らず一郡を兼務していた者や、一時は東海道・東山道といった道という広範囲に渡っての軍事を担当した者もある。
いずれにしても、地元密着型の職務であることから、押領使には土地の豪族を任命することが主流となり、彼らが現地において所有する私的武力がその軍事力の中心となった。下野国押領使として平将門の乱にて将門を滅ぼした藤原秀郷などが有名。なお荘園にも押領使は存在し、荘園内の治安の維持にあたったと思われる。